# Teleopsis fulviventris
Teleopsis fulviventris är en tvåvingeart som beskrevs av Jacques-Marie-Frangile Bigot 1880. Teleopsis fulviventris ingår i släktet Teleopsis och familjen Diopsidae. Inga underarter finns listade i Catalogue of Life.